# Борго Сант'Андреа (Равена)
Борго Сант'Андреа је насеље у Италији у округу Равена, региону Емилија-Ромања.
Према процени из 2011. у насељу је живело 41 становника. Насеље се налази на надморској висини од 20 м.